# Macaron de Cormery
Le macaron de Cormery est une spécialité culinaire de la ville de Cormery (Indre-et-Loire).

## Histoire
La tradition qui fait remonter à la fondation de l'abbaye Saint-Paul la création des macarons de Cormery n'est pas vérifiée, pas plus que les légendes expliquant la forme particulière de ces gâteaux. Son origine remonterait à l'an 781,.

## Caractéristiques
Le macaron de Cormery est une pâtisserie confectionnée à base de poudre d'amande, de sucre et de blanc d'œuf. Plusieurs pâtissiers possèdent leur propre recette, tenue secrète, mais dont ces mêmes ingrédients forment la base.
La particularité des macarons de Cormery réside dans leur forme : circulaires, ils sont percés en leur centre.